# حمم

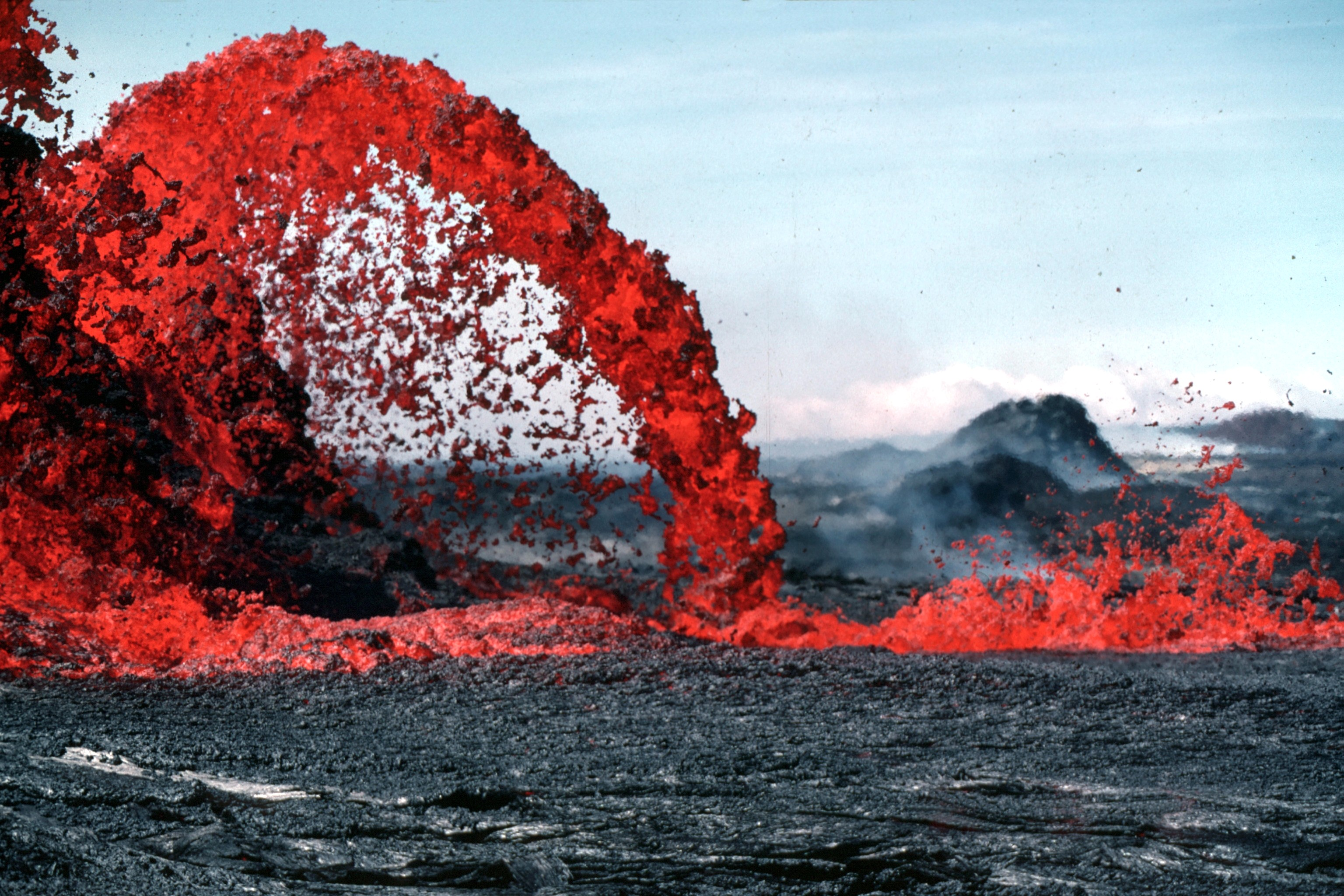
حمم بركانية

الحُمَم أو اللابة أو الحرَّة أو الحِمَم البركانية أو اللافا هي تدفقات لكتل صخرية مصهورة وسائلة (صهارة) تندفع من باطن الكواكب الصخرية وتنبثق من البراكين، كما تطفح من الشقوق على جوانب البركان، والتي نشأت من خلال الانفجارات الحادثة. تتكون من مجموعة من المعادن والصخور المنصهرة. تكون درجة حرارتها بين 700 و 1200 درجة مئوية، عندما تبرد وتتصلب تشكل ما يسمى بالحرّات، والحرة هي الأرض البركانية السوداء.

## أنواع الحمم
تنقسم الحمم حسب التركيب الكيميائي للكتل ومظهرها إلى نوعين:
- حُمَم خفيفة فاتحة اللون: هذا النوع سائل ويتحرك بسرعة كبيرة.
- حُمَم ثقيلة داكنة اللون: هذا النوع يتميز باللزوجة العالية، وبالبطء أثناء التدفق.

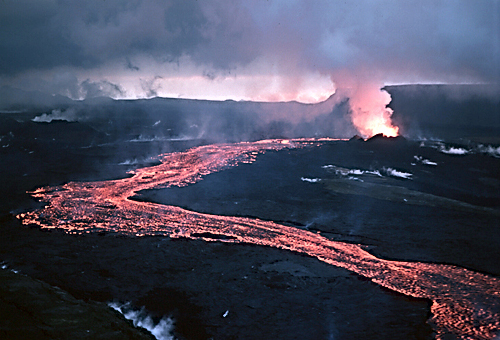
تدفق الحمم أثناء ثوران متصدع في كرافلا، أيسلندا في عام 1984.

الحمم البركانية تشير إلى صخور مصهورة يقذفها بركان أثناء الثوران، فضلاً عن الصخور الناتجة بعد التصلب والتبريد. وتتشكل الصخور المصهورة في المناطق الداخلية من بعض الكواكب، بما في ذلك الأرض وبعض أقمارها. وعند اندفاعها لأول مرة من فوهة البركان، تكون الحمم البركانية سائلة في درجات حرارة تتراواح من 700 إلى 1,200 °م (1,292 إلى 2,192 °ف). وإلى ما يصل إلى 100000 ضعف الماء اللزج، يمكن للحمم أن تتدفق لمسافات كبيرة قبل التبريد والتصلب، وذلك بسبب خصائصها متغيرة الانسيابية ورقة القص.
إن تدفق الحمم البركانية هو اندفاع متحرك للحمم، ينشأ أثناء الثوران المنهمر غير الانفجاري. وعند توقف حركتها، تتصلب الحمم لتشكل صخورًا بركانية. وعادة ما يتم اختصار مصطلح تدفق الحمم إلى الحمم. وتنتج الثورانات الانفجارية مزيجًا من الرماد البركاني وشظايا أخرى تُسمى تيفرا (مقذوفات صخرية بركانية)، بدلاً من تدفقات الحمم البركانية. وتأتي كلمة "lava" (الحمم البركانية) من اللغة الإيطالية، وربما تكون مشتقة من الكلمة اللاتينية labes التي تعني السقوط أو الانزلاق. وكان أول استخدام متعلق بالصهارة المقذوفة (الصخور المنصهرة تحت سطح الأرض) على ما يبدو في حساب قصير كتبه فرانشيسكو سيراو بشأن اندلاع بركان فيزوف خلال الفترة من 14 مايو و 4 يونيو 1737. وصف سيراو «تدفق الحمم الملتهبة» بأنها تشبه تدفق الماء والطين أسفل أجنحة البركان عقب هطول الأمطار الغزيرة.

### التكوين
يمكن تصنيف الصخور النارية، التي تشكل تدفقات الحمم عند اندلاعها إلى ثلاثة أنواع كيميائية؛ الحمم التي تحتوي فلزات والوسيطة والمافية «تحتوي على الحديد والمغنيسيوم» (أربعة إذا كان أحد الأنواع يحتوي على فوق المافية). وتعد هذه الفئات في المقام الأول فئات كيميائية، إلا أن كيمياء الحمم البركانية تميل أيضًا إلى الارتباط بدرجة حرارة المواد المنصهرة ولزوجتها وحالة ثورانها.

#### الحمم التي تحتوي فلزات خفيفة
الحمم التي تحتوي على فلزات خفيفة (أو التي تحتوي على سيليكيا) مثل ريولايت وداسايت عادة ما تشكل محاور الحمم أو قباب الحمم أو «جداول الحمم» (التي تكون عبارة عن حمم سميكة وقصيرة) وترتبط بترسيبات مجتزأة. وتكون معظم تدفقات حمم السيليكيا لزجة للغاية، وعادة ما تكون مجزأة عند خروجها، الأمر الذي يؤدي إلى إنتاج صخور المدملكات. وتكون اللزوجة العالية والقوة نتيجة الكيمياء الخاصة بهذه الصخور التي تكون عالية في السيليكا والألومنيوم والبوتاسيوم والصوديوم والكالسيوم، مما يؤدي إلى تشكيل سائل مبلمر غني بكل من الفلسبار والكوارتز، وبالتالي تكون لديها لزوجة أعلى من أنواع الصهارة الأخرى. ويمكن للصهارة التي تحتوي على فلزات خفيفة أن تنفجر وتثور عند درجات حرارة منخفضة تتراوح من 650 إلى 750 درجة مئوية. ومع ذلك، قد تتدفق حمم الريولايت الساخنة بشكل غير عادي (أكثر من 950 درجة مئوية) لمسافات تصل إلى عدة عشرات من الكيلومترات كما هو الحال في سهل نهر سنيك بجنوب غرب الولايات المتحدة.

## تكون الحمم وسلوكها

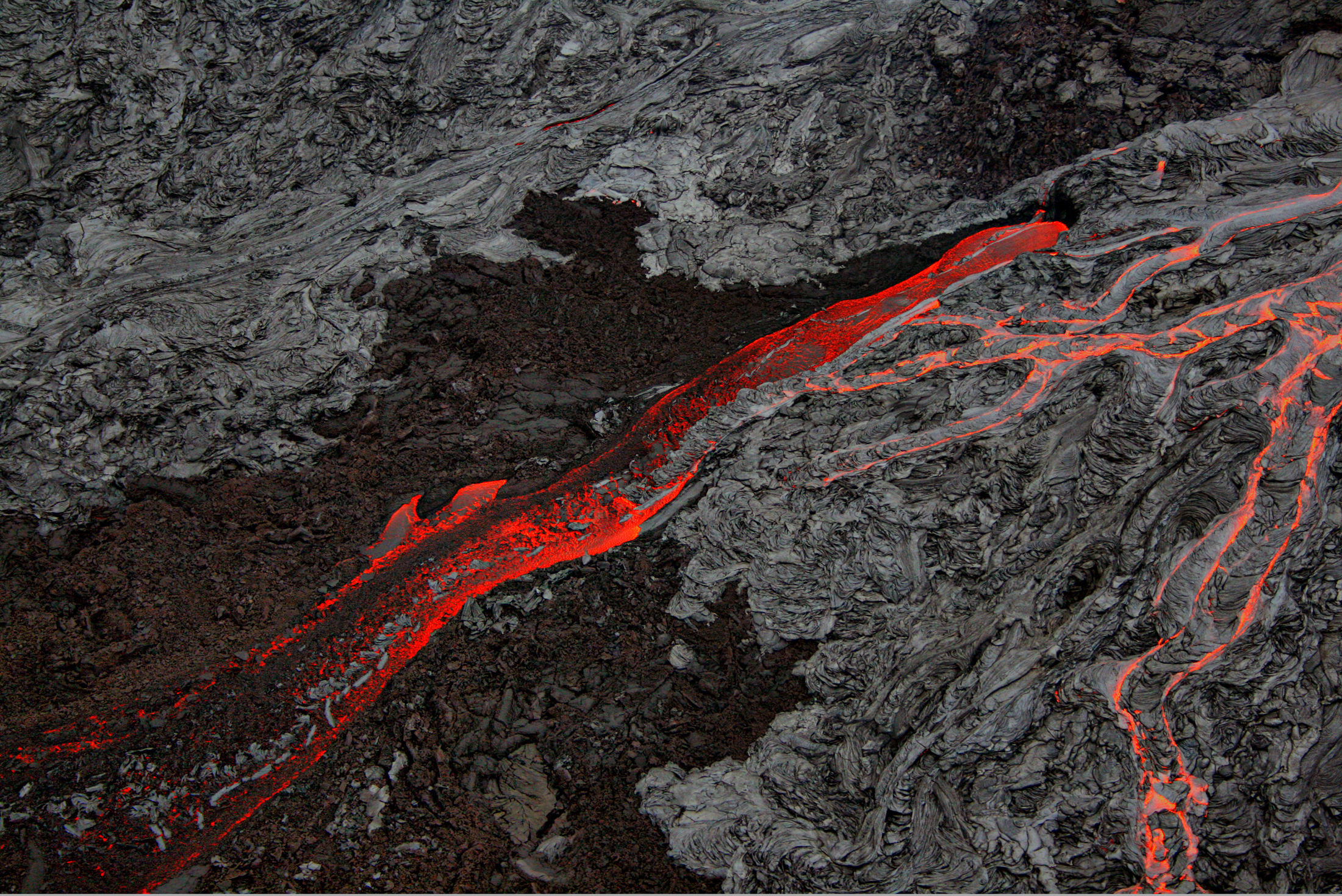
باهوايهو (حبلية مجدولة) وحمم ʻaʻā تتدفق جنبًا إلى جنب في جزيرة هاواي الكبرى في سبتمبر، 2007

بشكل عام، فإن تكوين الحمم يحدد سلوكها أكثر من درجة حرارة ثورانها.

## اقرأ أيضا
- تفرا
- قبة حمم بركانية
- انفجار بركاني
- انبثاق بركاني
- بركان طبقي
- بركان درعي
- بركان تصدعي
- صهارة